# Flabelligena amoureuxi
Flabelligena amoureuxi är en ringmaskart som beskrevs av Gillet 200. Flabelligena amoureuxi ingår i släktet Flabelligena och familjen Acrocirridae. Inga underarter finns listade i Catalogue of Life.